# Interlands Israëlisch voetbalelftal 1934-1939
Deze pagina toont een chronologisch en gedetailleerd overzicht van de interlands die het Israëlisch voetbalelftal heeft gespeeld in de periode 1934 – 1939. Israël maakte in deze periode deel uit van Mandaatgebied Palestina. Onderstaande wedstrijden werden gespeeld onder verantwoordelijkheid van wat later de Israëlische voetbalbond zal worden.

## Interlands

### 1934
|                                                      |                                                                                     |       |                         |                                                                                       |
| 16 maart WK 1934 kwalificatie № 1 «onderlinge duels» | Egypte                                                                              | 7 – 1 | Mandaatgebied Palestina | Egyptian Army Stadium, Caïro Toeschouwers: 13.000 Scheidsrechter: Stanley Wells (ENG) |
| 16 maart WK 1934 kwalificatie № 1 «onderlinge duels» | Mahmoud Mokhtar El-Tetsh 11', 35', 51' Mostafa Taha 21', 79' Mohamed Latif 43', 87' |       | 81' Avraham Nudelmann   | Egyptian Army Stadium, Caïro Toeschouwers: 13.000 Scheidsrechter: Stanley Wells (ENG) |

|                                                                       |                         |       |                                                                         |                                                                                     |
| 6 april WK 1934 kwalificatie № 2 «onderlinge duels» 16:00 uur (UTC+2) | Mandaatgebied Palestina | 1 – 4 | Egypte                                                                  | Tamarim Field, Tel Aviv Toeschouwers: 8.000 Scheidsrechter: Frederick Goodsby (ENG) |
| 6 april WK 1934 kwalificatie № 2 «onderlinge duels» 16:00 uur (UTC+2) | Yohanan Sukenik 70'     |       | 2' Mohamed Latif 7', 22' Mahmoud Mokhtar El-Tetsh 35' Abdulrahman Fawzi | Tamarim Field, Tel Aviv Toeschouwers: 8.000 Scheidsrechter: Frederick Goodsby (ENG) |

### 1935
Geen interlands gespeeld.

### 1936
Geen interlands gespeeld.

### 1937
Geen interlands gespeeld.

### 1938
|                                                                          |                         |       |                                                                     |                                                                                      |
| 22 januari WK 1938 kwalificatie № 3 «onderlinge duels» 15:00 uur (UTC+2) | Mandaatgebied Palestina | 1 – 3 | Griekenland                                                         | Maccabiahstadion, Tel Aviv Toeschouwers: 8.000 Scheidsrechter: Yussuf Muhammad (EGY) |
| 22 januari WK 1938 kwalificatie № 3 «onderlinge duels» 15:00 uur (UTC+2) | Peri Neufeld 21'        |       | 3' Kleanthis Vikelidis 10' Kleanthis Vikelidis 51' Antonis Migiakis | Maccabiahstadion, Tel Aviv Toeschouwers: 8.000 Scheidsrechter: Yussuf Muhammad (EGY) |

|                                                                           |                         |       |                         |                                                                                            |
| 20 februari WK 1938 kwalificatie № 4 «onderlinge duels» 15:30 uur (UTC+2) | Griekenland             | 1 – 0 | Mandaatgebied Palestina | Leoforos Alexandrasstadion, Athene Toeschouwers: 12.000 Scheidsrechter: Mika Popović (YUG) |
| 20 februari WK 1938 kwalificatie № 4 «onderlinge duels» 15:30 uur (UTC+2) | Kleanthis Vikelidis 88' |       |                         | Leoforos Alexandrasstadion, Athene Toeschouwers: 12.000 Scheidsrechter: Mika Popović (YUG) |

### 1939
Geen interlands gespeeld.
België · Bulgarije · Denemarken · Duitsland · Engeland · Estland · Finland · Frankrijk · Griekenland · Hongarije · Ierland · Israël · Italië · Joegoslavië · Letland · Litouwen · Luxemburg · Nederland · Nederlands-Indië · Noord-Ierland · Noorwegen · Oostenrijk · Polen · Portugal · Roemenië · Schotland · Spanje · Tsjecho-Slowakije · Turkije · Wales · Zweden · Zwitserland
IFA · A-internationals · Bondscoaches · Statistieken · Israëlisch vrouwenelftal · Olympisch elftal · Israël U21 · Israël U20 · Israël U19 · Israël U18 · Israël U17 · Israël U16
1934 – 1939 · 
1940 – 1949 · 
1950 – 1959 · 
1960 – 1969 · 
1970 – 1979 · 
1980 – 1989 · 
1990 – 1999 · 
2000 – 2009 · 
2010 – 2019 ·
2020 − 2029
WK 1970
1934 · 
1935–1937 · 
1938 · 
1939 · 
1948 · 
1941–1947 · 
1948 · 
1949 · 
1950 · 
1951–1952 · 
1953 · 
1954 · 
1955 · 
1956 · 
1957 · 
1958 · 
1959 · 
1960 · 
1961 · 
1962 · 
1963 · 
1964 · 
1965 · 
1966 · 
1967 · 
1968 · 
1969 · 
1970 · 
1971 · 
1972 · 
1973 · 
1974 · 
1975 · 
1976 · 
1977 · 
1978 · 
1979 · 
1980 · 
1981 · 
1982 · 
1983 · 
1984 · 
1985 · 
1986 · 
1987 · 
1988 · 
1989 · 
1990 · 
1991 · 
1992 · 
1993 · 
1994 · 
1995 · 
1996 · 
1997 · 
1998 · 
1999 · 
2000 · 
2001 · 
2002 · 
2003 · 
2004 · 
2005 · 
2006 · 
2007 · 
2008 · 
2009 · 
2010 · 
2011 · 
2012 · 
2013 · 
2014 · 
2015 ·
2016 ·
2017 ·
2018 ·
2019 ·
2020 ·
2021 ·
2022 ·
2023
Albanië · 
Andorra ·
Argentinië ·
Armenië ·
Australië ·
Azerbeidzjan ·
België ·
Bosnië en Herzegovina ·
Brazilië ·
Bulgarije ·
Chili ·
Colombia ·
Cyprus ·
Denemarken ·
Duitsland ·
Engeland ·
Estland ·
Ethiopië ·
Faeröer ·
Filipijnen ·
Finland ·
Frankrijk ·
Georgië ·
GOS ·
Griekenland ·
Guatemala ·
Honduras ·
Hongarije ·
Hongkong ·
Ierland ·
IJsland ·
India ·
Iran ·
Italië ·
Ivoorkust ·
Japan ·
Joegoslavië ·
Kosovo ·
Kroatië ·
Letland ·
Liechtenstein ·
Litouwen ·
Luxemburg ·
Maleisië ·
Malta ·
Mexico ·
Moldavië ·
Montenegro ·
Myanmar ·
Nederland ·
Nieuw-Zeeland ·
Noord-Ierland ·
Noord-Macedonië ·
Noorwegen ·
Oekraïne ·
Oezbekistan ·
Oostenrijk ·
Pakistan ·
Polen ·
Portugal ·
Roemenië ·
Rusland ·
San Marino ·
Schotland ·
Servië ·
Singapore ·
Slovenië ·
Slowakije ·
Sovjet-Unie ·
Spanje ·
Taiwan ·
Thailand ·
Tsjechië ·
Turkije ·
Uruguay ·
Verenigde Staten ·
Wales ·
Wit-Rusland ·
Zambia ·
Zuid-Afrika ·
Zuid-Korea ·
Zuid-Vietnam ·
Zweden ·
Zwitserland